# 2MASS J14023175+0148301
2MASS J14023175+0148301 ist ein Brauner Zwerg im Sternbild Jungfrau. Er wurde 2002 von Suzanne L. Hawley et al. entdeckt.
Er gehört der Spektralklasse L1 an. Seine Position verschiebt sich aufgrund seiner Eigenbewegung jährlich um 0,23249 Bogensekunden.